# Sojuz TM-7
Sojuz TM-7 – radziecka załogowa misja kosmiczna, stanowiąca siódmą ekspedycję na stację kosmiczną Mir.
Datę startu, wyznaczoną początkowo na 21 listopada 1988 przesunięto, aby w obserwacji startu mógł uczestniczyć prezydent Francji, François Mitterrand.
Francuz Jean-Loup Chrétien został pierwszym obywatelem kraju innego niż ZSRR i USA odbywającym spacer kosmiczny. 9 grudnia wspólnie z Wołkowem zamontowali na zewnątrz stacji poręcze i przymocowali 15,5-kilogramową paletę z eksperymentami Échantillons i podłączyli ją do systemu zasilania stacji. Paleta zawierała eksperymenty realizowane w ramach programu budowy europejskiego promu kosmicznego Hermes.
26 kwietnia 1989 Aleksandr Wołkow, Siergiej Krikalow i Walerij Poljakow zamknęli stację i opuścili ją. Podczas lądowania Krikalow odniósł niegroźną kontuzję kolana.